# Gonna Get This
«Gonna Get This» —en español: «Vamos a conseguirlo»— es una canción pop de la cantante, compositora y actriz estadounidense Miley Cyrus, actuando como Hannah Montana –el alter ego de Miley Stewart– un personaje que interpreta en la serie de televisión de Disney Channel Hannah Montana. Cuenta con la voz del cantante de R&B Iyaz. Fue lanzado a Radio Disney el 24 de septiembre de 2010 como la promoción de la cuarta temporada de Hannah Montana. La canción es musicalmente dance-pop. Fue lanzada más tarde el 5 de octubre de 2010 a través de iTunes como el tercer sencillo de la banda sonora del mismo título que el título especial de la temporada (Hannah Montana Forever).

## Antecedentes
«Gonna Get This» fue escrito por Niclas Molinder, Joacim Persson, Alkenas Johan, y Drew Ryan Scott. Fue lanzado el 24 de septiembre de 2010 para Radio Disney, a continuación, el 5 de octubre de 2010 fue lanzado en exclusiva para iTunes. Aparece en el octavo episodio de Hannah Montana Forever (la última temporada), «Hannah's Gonna Get This».
Los aficionados anteriormente la llamaron «This Boy, That Girl» cuando la canción se filtró en Internet a principios de 2010

## Recepción de la crítica
Aunque la canción no ha sido comentado en las revisiones oficiales, la canción fue elegida como una de las mejores pistas de acuerdo a la Guía de Allmusic.

## Posicionamiento en listas

### Semanales
| País (Lista 2010)                   | Mejor posición | Ref   |
| ----------------------------------- | -------------- | ----- |
| Australia (ARIA)                    | 75             |       |
| Estados Unidos (Billboard Hot 100)  | 66             | [ 6 ] |
| Estados Unidos (Digital Song Sales) | 36             | [ 7 ] |

## Certificaciones
| País (Organismo certificador) | Certificaciones | Ventas certificadas | Ref.  |
| ----------------------------- | --------------- | ------------------- | ----- |
| Estados Unidos (RIAA)         | Oro             | 500 000             | [ 8 ] |

## Versiones
- iTunes sencillo exclusivo

1. "Gonna Get This" (Versión Álbum) – 3:18

- Sencillo-CD Europa

1. "Gonna Get This" (Versión Álbum) – 3:18
2. "Gonna Get This" (Daniel Canary Remix) – 3:32